# Krzysztof Bizacki
Krzysztof Bizacki (ur. 7 kwietnia 1973 w Tychach) – polski piłkarz, reprezentant Polski, grający na pozycji napastnika.

## Kariera
Krzysztof Bizacki swoją karierę rozpoczął w GKS Tychy, gdzie grał od sezonu 1990/1991 do jesieni 1993. Następnie trafił do Ruchu Chorzów na półtora roku, potem znów wrócił do Tychów, gdzie grał półtora sezonu w Sokole. Od wiosny sezonu 1996/1997 bronił barw Niebieskich z przerwą na wiosnę 2004 (Odra Wodzisław Śląski). Największym osiągnięciem Bizackiego w Ruchu jest dojście do finału Pucharu Intertoto w 1998. W dniu 22 października 2005 zagrał po raz 322., jego dorobek strzelecki wynosił wtedy 85 bramek. Po sezonie 2005/2006 przeszedł do Koszarawy Żywiec, trenowanej przez Marcina Brosza. 24 grudnia 2007 oficjalnie został piłkarzem GKS Tychy. Łącznie w barwach GKS Tychy rozegrał 230 ligowych spotkań i strzelił 61 bramek. Z "Trójkolorowymi" wywalczył trzy awanse - w sezonie 1991/92 i 2011/12 na zaplecze Ekstraklasy, a w sezonie 2007/08 na boiska nowej II ligi. W lutym 2014 roku podjął decyzję o zakończeniu kariery.
W sezonie 2004/05 zaczął trenować klub tyski OKS Zet Tychy (trampkarzy rocznik 91/92). Po sezonie zrezygnował z pracy trenerskiej.

### Reprezentacja Polski
| l.p. | Data             | Miejsce   | Przeciwnik | Rezultat | Rozgrywki  | Grał   | Uwagi |
| ---- | ---------------- | --------- | ---------- | -------- | ---------- | ------ | ----- |
| 1.   | 26 stycznia 2000 | Kartagena | Hiszpania  | 0-3      | towarzyski | od 76' |       |
| 2.   | 29 marca 2000    | Debreczyn | Węgry      | 0-0      | towarzyski | od 60' |       |